# Joscelino II de Edesa
Joscelino II de Courtenay o Joscelino II de Edesa (muerto en 1159) fue el cuarto y último conde de Edesa, no honorífico. Fue hijo de Joscelino I de Edesa y Beatriz de Armenia.

## Gobierno del Condado
En 1125, el joven Joscelino fue hecho prisionero en la batalla de Azaz, y fue rescatado por el rey Balduino II de Jerusalén.

Mapa de los Estados cruzados en 1135, donde se muestra el Condado de Edesa al norte.

En 1131, su padre Joscelino I resultó muy malherido durante el asalto a una pequeña fortaleza de los danisméndidas, al noreste de Alepo, y el condado pasó a manos de Joscelino II. Joscelino II se negó a marchar con el pequeño ejército de Edesa contra los danisméndidas, por lo que Joscelino I en persona se encargó de enfrentarse a ellos y murió poco después.
Joscelino II gobernó el más débil y aislado de los Estados cruzados y lo hizo además desde Turbessel, dejando en Edesa una minúscula guarnición. En 1138 se alió con el Principado de Antioquía y con el emperador bizantino Juan II Comneno para atacar a Zengi, atabeg de Alepo, pero Zengi los derrotó. En el regreso a Antioquía, se extendió en el ejército un sentimiento antibizantino, ya que los soldados pensaban que Juan lo único que pretendía es debilitar el norte de los Estados cruzados para expandir su territorio. La revuelta la encabezó Joscelino. Juan fue obligado a marcharse a Constantinopla.

## Caída del Condado
En 1143, tanto Juan II como Fulco de Jerusalén murieron, dejando a Joscelino casi sin aliados con los que contar para defender a Edesa. Zengi, por su parte, había conseguido unificar de nuevo a Alepo y Mosul bajo su mando. Mientras, Joscelino II se encontraba inmerso en una disputa con el Condado de Trípoli.
Así, en 1144, Zengi invadió el condado y se apoderó fácilmente de una Edesa sin apenas defensas el 24 de diciembre. La ciudad casi no sufrió asedio y el conquistador fue bastante condescendiente con la población. Joscelino permaneció en Turbessel, donde se ocupó de los restos del condado situados al oeste del Éufrates.
Cuando Zengi murió en 1146, Joscelino recuperó de nuevo Edesa gracias a una revuelta de la población armenia de la ciudad (27 de octubre de 1146), pero en noviembre fue expulsado de la ciudad por el hijo de Zengi, Nur al-Din. Esta vez la población armenia de la ciudad fue masacrada, y la población siria expulsada.
La Segunda Cruzada, organizada en respuesta a la caída de Edesa, tampoco pudo derrotar a los musulmanes. Turbessel cayó en 1149. Joscelino fue hecho prisionero en 1150 y murió en la ciudadela de Alepo en 1159.

## Matrimonio y descendencia
Se casó con Beatriz, viuda de Guillermo, señor de Saona, que en 1150 vendió lo que quedaba del Condado al emperador bizantino Manuel I Comneno y se trasladó al Reino de Jerusalén con el tesoro producto de la venta y sus tres hijos:
- Inés de Courtenay, se casó con Amalarico I de Jerusalén. Después de divorciarse de Amalarico, se quedó con las tierras y los bienes del Condado de Jaffa y Ascalón. Sus hijos Balduino IV y Sibila llegaron a ser reyes de Jerusalén, así como su sobrino Balduino V.

- Joscelino III, obtuvo el título honorífico de conde de Edesa, siendo en realidad solo el propietario del pequeño Señorío de Joscelin, cerca de Acre.

- Isabel de Courtenay, se casó en 1159 con Toros II, príncipe de Armenia.